# Удружење жена „Омољчанке”
Удружење жена „Омољчанке” се залаже за неговање традиционалног начина израде рукотворина, очување старих заната и културне заоставштине, као и за развијање сеоског туризма. Налази се на Тргу Светог Саве 1 у Омољици.

## Историјат
Удружење жена „Омољчанке” су се самоорганизовале 27. септембра 2014. у Омољици. Од тада редовно организују радионице, обуке и предавања на тему старих техника заната уз паралелну обуку жена из Омољице. Радионице су кључна активност Удружења на којима чланице деле своје знање о различитим занатима попут ткања, везења, израде традиционалне одеће и других рукотворина са циљем да учеснице науче основе и напредне технике. Предавања често организују за ширу јавност како би поделиле информације о историји и значају различитих заната, приче о наслеђу, материјалима и техникама које су се користиле у прошлост. У своје активности укључују девојке, жене и децу како би прошириле свест о значају учења традиционалних начина израде рукотворина и њиховој културној вредности и идентитету. Главни циљеви удружења су стицање нових знања и вештина, унапређење волонтерског рада и сарадње са људима из околине. Своје радове често представљају јавности на изложбама рукотворина и ревијама костима и одевних етно предмета. Учествују на локалним сајмовима и продајним манифестацијама, а често и спроводе истраживања о традиционалним техникама, обрасцима и дизајнима. У Галерији Удружења жена „Омољчанке” је током целе године изложена стална поставка етно радова чланица.

## Пројекти
Удружење жена „Омољчанке” је организатор етно базара „Омољачка Циповка”, манифестације која се одржава у склопу „Породичних дана” у Омољици са циљем очувања традиције припремања циповке. Пројекти Удружења су:
- „Унапређење старих заната и културне заоставштине” 2020.
- „Едукација жена у свим сегментима очувања старих заната” 2021.
- „Важно је да се чује твој глас” 2022.
- „Презервација традиционалног народног стваралаштва Срба у АП Војводини кроз дигиталне медије” 2023.
- „Знање наслеђено, снага изграђена” 2023. године.